# Faserspritzen
Faserspritzen ist ein Verfahren zur Herstellung von Teilen aus glasfaserverstärkten Kunststoffen (GFK). Meistens wird ein radikalisch härtendes ungesättigtes Polyester-Harz verwendet, welches im Airless-Verfahren auf eine Form aufgespritzt wird. Über der Spritzpistole ist ein Schneidwerk angebracht, durch das Rovings genannte Glasfaser-Stränge in 5 bis 10 cm kleine Glasfaserteile zerschnitten werden. Durch den Spritzfächer wird das zerschnittene Glas mit dem Harz zusammen auf eine Form aufgebracht und vor dem Aushärten des Harzes mit einer Rolle von Hand verdichtet und entlüftet.
Im Faserspritzverfahren werden beispielsweise Bootsteile aus GFK hergestellt.